# Tuam
Tuam (Iers-Gaelisch: Tuaim) is een plaats in het graafschap Galway in Ierland.

## Geografie
De plaats ligt ten noorden van Galway, aan de voormalige spoorlijn Sligo-Limerick.

## Bezienswaardigheden
Ondanks de geringe omvang staan in de plaats twee kathedralen: de rooms-katholieke Cathedral of the Assumption of the Blessed Virgin Mary, zetel van het Aartsbisdom Tuam, en een van de Church of Ireland, de St Mary's Cathedral.

## Demografie
De plaats heeft iets meer dan 3000 inwoners.

## Sport
De stad heeft een lange traditie in Gaelic football, zo is het St. Jarlath College recordhouder in de Hogan Cup (nationale competitie voor middelbare scholen). Sinds 1946 was de ploeg twaalfmaal winnaar, voor het laatst in 2002.

## Bon Secours Mother and Baby Home
In Tuam lag het Bon Secours Mother and Baby Home waar in 2014 op aangeven van heemkundige Catherine Corless het massagraf ontdekt werd van honderden kinderen van ongehuwde moeders die in de periode 1925-1960 in het tehuis waren opgevangen en veelal door verwaarlozing om het leven kwamen. Andere kinderen werden tegen de wil van de moeder afgestaan voor adoptie, vooral naar de Verenigde Staten. In juni 2025 begonnen de opgravingen naar het massagraf.

## Zustersteden
- Straubing, Duitsland